# Mycerobas
Mycerobas is een geslacht van zangvogels uit de vinkachtigen (Fringillidae).

## Soorten
Het geslacht kent de volgende soorten:
- Mycerobas affinis – Geelrugdikbek
- Mycerobas carnipes – Spiegeldikbek
- Mycerobas icterioides – Geelnekdikbek
- Mycerobas melanozanthos – Vlekvleugeldikbek